# Estación de Gumiel de Izán
Gumiel de Izán fue una estación de ferrocarril situada en el municipio español de Gumiel de Izán, en la provincia de Burgos. Las instalaciones, pertenecientes al ferrocarril directo Madrid-Burgos, en la actualidad carecen de servicios ferroviarios.

## Situación ferroviaria
La estación pertenecía a la línea férrea de ancho ibérico Madrid-Burgos, situada en su punto kilométrico 198,0. Se hallaba entre las estaciones de Aranda de Duero-Montecillo y Fontioso-Cilleruelo de Abajo. El tramo es de vía única y está sin electrificar.

## Historia
Las instalaciones ferroviarias de Gumiel de Izán forman parte del ferrocarril directo Madrid-Burgos. Esta línea fue inaugurada en julio de 1968, tras haberse prolongado las obras varias décadas. En el momento de su inauguración el trazado formaba parte de la red de RENFE. El objetivo del ferrocarril era reducir el tiempo de recorrido entre Madrid y la frontera francesa, pero para la década de 1990 la línea se encontraba en declive y la mayoría de estaciones fueron cerradas a los servicios de pasajeros. La de Gumiel de Izán también quedaría en desuso, aunque se mantuvo su playa de vías.
Desde 2005, con la extinción de la antigua RENFE, el ente Adif pasó a ser el titular de las instalaciones ferroviarias.  Tras el derrumbe en el túnel de Somosierra, en 2011, el tráfico de la línea quedó muy restringido en la sección Burgos-Aranda de Duero. Carente ya de servicios ferroviarios, eventualmente se eliminaron las vías de sobrepaso de la estación de Gumiel de Izán, quedando reducida a un apeadero. En 2018 el ente Adif derribó el edificio de viajeros por su mal estado de conservación.